# Gymnázium Plasy

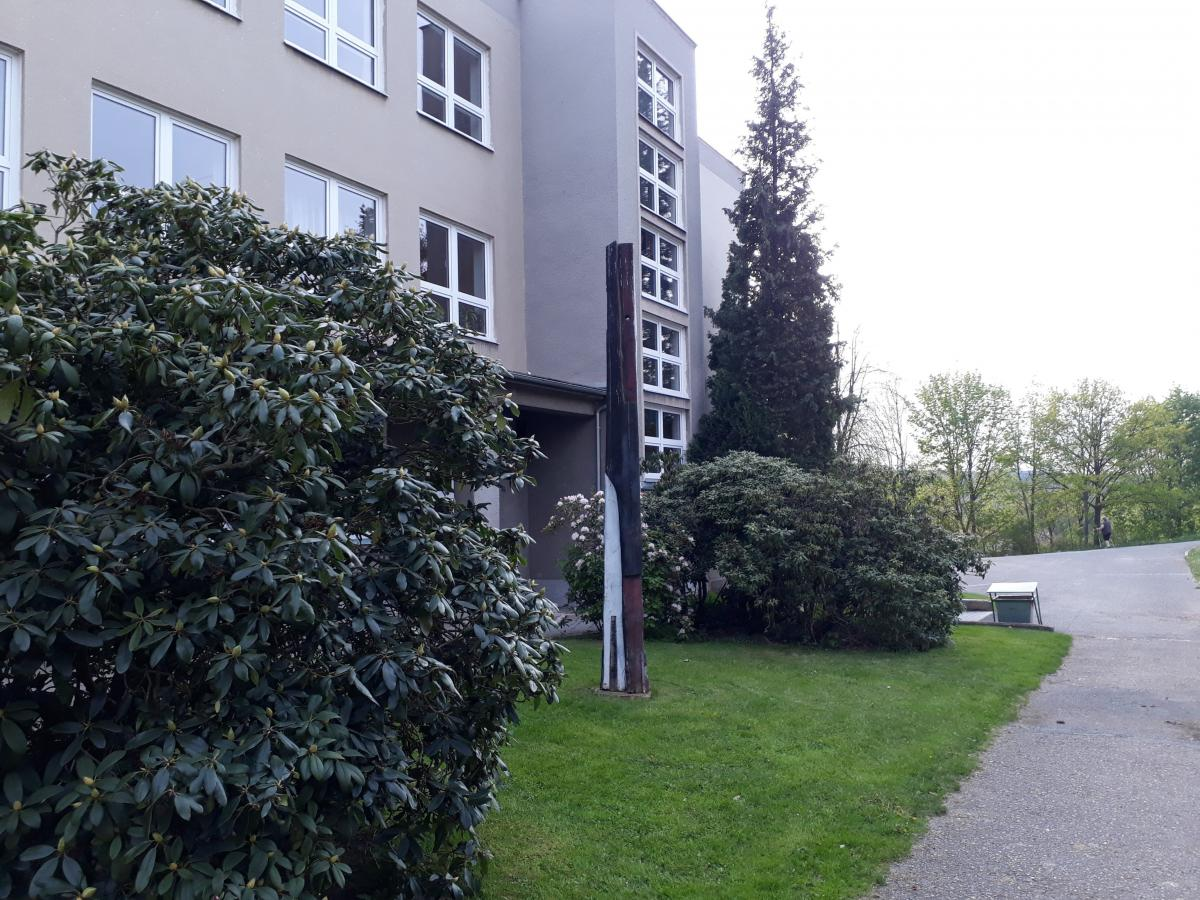
Dřevěný sloup u budovy gymnázia v Plasích v ulici Stará cesta

Gymnázium Plasy bylo založeno v roce 1954, ve městě Plasy v západních Čechách, asi 25 km od Plzně. Původní název byl „Jedenáctiletá střední škola“, poté byla škola přejmenována na „Dvanáctiletá střední škola“. Od roku 1961 se jmenovala „Střední všeobecně vzdělávací škola“ a v roce 1969 byla přejmenována na „Gymnázium Plasy“. Od 1.7.2011 byla škola spojena s další plaskou střední školou a nově nese název Gymnázium a SOŠ Plasy.